# Ann Margret Dahlquist-Ljungberg
Ann Margret Dahlquist-Ljungberg, född Dahlquist 8 januari 1915 i Ulricehamn, död 23 april 2002 i Ljungby, Småland, var en svensk författare och bildkonstnär (grafiker, illustratör). 

## Biografi
Dahlquist-Ljungberg studerade vid Tekniska skolan i Stockholm 1932–1936 och etsning för Harald Sallberg vid Konstakademiens etsningsskola i Stockholm 1936–1942 samt under vistelser i Frankrike. Separat ställde hon ut på Färg och Form i Stockholm ett flertal gånger och hon medverkade i ett flertal internationella samlingsutställningar. Tillsammans med fotografen Rune Hassner och Allan Friis ställde hon ut på Malmö konsthall 1977. En retrospektiv utställning med hennes konst visades på Smålands museum i Växjö 1973.  
Hon var en av medlemmarna i gruppen Åkerbokonstnärerna, som bildades 1968 på initiativ av konstnären Walter Frylestam. Hennes konst består av etsningar och torrnålsgravyrer i en surrealistisk och detaljerad stil samt bokomslag och teaterdekorationer samt illustrerat böcker. 
Som poet debuterade Dahlquist-Ljungberg med Jungfrun i berget (1947). Bland övriga betydande litterära verk kan nämnas Rapport om öar (1957), samlingsvolymen Isöga (1978) och Barnen i stenen (1983). Hennes engagemang i kvinnorörelsen, fredsrörelsen och miljörörelsen speglas ofta i hennes konst och författarskap, bland annat genom en utställning med bilder av oljeskadade fåglar 1978. I Homo Atomicus (1980) gestaltas i text och bild en värld hotad av katastrof och undergång, och Glömskans barn (1992) är ett läsdrama som utspelar sig under drottning Kristinas regenttid.
Ann Margret Dahlquist-Ljungberg finns representerad på Moderna museet, Göteborgs konstmuseum, Växjö museum, Linköpings konstmuseum, Kalmar med flera museer, Örebro läns landsting, Gustav VI Adolfs samling, Nasjonalgalleriet i Oslo, i Tyskland, USA, Japan med flera länder.

### Privatliv
Ann Margret Dahlquist-Ljungberg, som nio år gammal drabbades hon av total dövhet efter en felbehandling på sjukhus. Hon var dotter till stationsinspektor Eli Dahlquist och Karin, född Hanson. Från 1942 var hon gift med konstnären Sven Ljungberg. Tillsammans fick de en son, arkitekten Pontus Ljungberg.

## Utställningar (urval)
Separatutställningar i Stockholm 1948, 1952, 1956, 1960, 1969, 1971 och 1973; retrospektiva utställningar i Växjö museum 1972, i Malmö konsthall 1977, på Konstakademien i Stockholm 1978 och 1988; Hiroshima-Nagasaki och vår morgondag, utställning på Röhsska museet i Göteborg 1983, Konstfack i Stockholm 1983, Umeå museum m.fl. 1985. Samlokaliserade utställningar i Sverige, Norge, Danmark, Västtyskland, Östtyskland, Österrike, USA, Japan med flera länder.